# Brasil en los Juegos Olímpicos de Múnich 1972
Brasil estuvo representado en los Juegos Olímpicos de Múnich 1972 por un total de 81 deportistas, 78 hombres y 3 mujeres, que compitieron en 13 deportes.
El portador de la bandera en la ceremonia de apertura fue el jugador de baloncesto Luiz Cláudio Menon.

## Medallistas
El equipo olímpico brasileño obtuvo las siguientes medallas:
| Nombre           | Deporte   | Competición    |
| ---------------- | --------- | -------------- |
| Oro              |           |                |
| —                |           |                |
| Plata            |           |                |
| —                |           |                |
| Bronce           |           |                |
| Nelson Prudêncio | Atletismo | Triple Salto M |
| Chiaki Ishii     | Judo      | –93 kg M       |